# 王妃 (白雪姫)

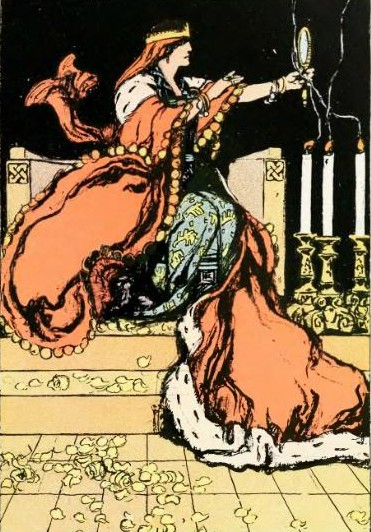
魔法の鏡を見る王妃

王妃（おうひ）は、グリム童話『白雪姫』に登場する架空の人物。
グリム童話初版では主人公の白雪姫の実母、第2版以降は継母の設定で、自身が所有する魔法の鏡から「娘の白雪姫は一番美しい」と聞いたことで嫉妬するようになり、何度も殺そうとするが、後に焼けた鉄の靴を履かされて死ぬまで踊らなければならなくなった。

## ディズニーにおける王妃
主人公と敵対しており、ディズニー・ヴィランズに分類される。

### 『白雪姫』（1937年版）
ディズニー初登場作品である『白雪姫』では、冷酷な眼差し、黒いマント、大きな金色の王冠と青紫色の豪華な衣装を着た女王であり、自分が一番美しくないと気がすまない白雪姫の継母として登場。そのため白雪姫の美しさに嫉妬し、少しでもみずぼらしく見せるために下働きのようにあつかっている。
お城の地下に黒いカラスが守っている部屋があり、占星術（Astrology）・黒魔法（Black Arts）・錬金術（Alchemy）・魔女術（Witch Craft）・黒魔術（Black Magic [Death]）・変装（Disguises）・妖術（Sorcery）・毒薬（Poisons）という魔導書やいろいろな魔法道具を置いている。
魔法の鏡に毎日、世界で1番美しい女は誰かと聞いていたが、ある時魔法の鏡が白雪姫が一番美しいと言うのを聞いて激怒。狩人に殺すよう命令するが、狩人が白雪姫を逃がしたため失敗する。今度は、肌をよぼよぼにするミイラの粉・衣装を黒くする闇夜の黒い液体・声を老けさせる赤い液体・髪を白くさせるための恐怖の叫びを調合した魔法の薬を飲み、黒い衣を着た白髪の老婆に変身し、毒リンゴを持って白雪姫を殺しに向かう。
そして小人の家で白雪姫と出会い、思惑に気づいた小鳥に気づかれ襲われる。しかしそれを逆手に取りわざと具合が悪くなったフリをしてまんまと家に入り込む。「これはただのリンゴじゃない。願いの叶うリンゴだ」と口車に乗せてリンゴを食べさせ、ついに殺害する。しかし、それに気づいた動物たちが仕事中の七人の小人たちにこのことを伝えたため、駆けつけてきた小人たちに崖まで追い詰められる。そばにあった巨石を小人に向けて落として反撃しようとした瞬間(これは東京ディズニーランドのアトラクション「白雪姫と七人のこびと」のラストで使われている)、突然の落雷により足元の崖が崩れ、醜い老婆の姿のまま転落死した。

### 『ディセンダント』
『ディセンダント』では、主要キャラクターのイヴィ（演：ソフィア・カーソン、日本語吹替：森谷里美）の母親として登場。白雪姫との関係と異なり、実子のようであるが、誰との子供なのかや白雪姫との血縁関係は不明。娘のイヴィも、小さな魔法の手鏡を使う。

### 演じた人物
アニメ声優（原語版）
- ルシール・ラ・バーン（映画）
- スーザン・ブレイクスリー（KHBbS）

アニメ声優（日本語版）
- 北林谷栄（映画〈1958年公開版〉）
- 里見京子（映画〈1980年公開版〉、KHBbS、ワンマンズ・ドリームII、ザ・ヴィランズ・ワールド、ディズニー・ヴィランズ / 悪者コレクション決定版〈OVA〉、ディズニー・オン・アイス、ファンタズミック!）
- 京田尚子（ワン・マンズ・ドリーム、ハウス・オブ・マウス、ディズニー・ヴィランズ / 悪者コレクション決定版（歌）〈OVA〉、クラブマウスビート）

実写映画
- キャシー・ナジミー（ディセンダント）
- ガル・ガドット（白雪姫 (2025年の映画)）

## 固有名
グリム童話や1937年のディズニー映画では女王に固有名が無いが、他の『白雪姫』を題材にした作品では固有名が設定されていることもある。
- 白雪姫の伝説 - レディ・クリスタル
- スノーホワイト（1997年） - クラウディア
- スノーホワイト/白雪姫 - エルスペス
- スノーホワイト（2012年） - ラヴェンナ
- ブランカニエベス - エンカルナ
- スノーホワイト/氷の王国 - ラヴェンナ
- ワンス・アポン・ア・タイム - レジーナ